# Гимн Марий Эл
Государственный гимн Республики Марий Эл (луговомар. Марий Элын чапмурыжо) наряду с флагом и гербом является государственным символом Республики Марий Эл Российской Федерации, её музыкально-поэтической эмблемой. Гимн представляет собой музыкальное произведение, которое написал член Союза композиторов Российской Федерации Юрий Евдокимов, автор слов — Давлет Исламов. Русский текст — Вл. Панова. Гимн исполняется на русском языке и на двух диалектах марийского — луговом и горном.

## История
Действующий Государственный гимн Республики Марий Эл утверждён Верховным советом Марийской ССР 9 июля 1992 года. Гимн написан профессиональным композитором, членом Союза композиторов Российской Федерации, Юрием Евдокимовым на слова поэта, члена Союза писателей Российской Федерации Давлета Исламова. При этом из текста был исключён второй куплет. Русский текст написан Вл. Пановым, горномарийский текст — И. Горным.
Описание и порядок использования гимна Республики Марий Эл законодательно не урегулированы. Действует Положение о гимне, утверждённое Постановлением Верховного Совета Марийской ССР от 09.07.1992 № 313-III, текст гимна содержится в приложении к этому Постановлению.
В последующие годы предпринималось несколько попыток изменить гимн.
Так, в январе 2000 года Правительство Республики Марий Эл объявило республиканский конкурс по созданию Государственного гимна Республики Марий Эл. На первом этапе предлагалось рассмотреть признанные произведения марийских композиторов, а также произведения современных композиторов, написанные специально к конкурсу. На втором этапе предлагалось выбрать текст гимна. В постановлении указывалось, что конкурс проводится в связи с обращением общественности республики о необходимости изменения существующего гимна.
В феврале 2007 года был объявлен повторный конкурс. В отличие от предыдущего конкурса, в первом туре разрешалось представление музыки с текстом на одном из государственных языков Республики Марий Эл (поощрялось творческое содружество композитора и поэта). Сообщается, что на первый этап конкурса было подано 8 заявок от различных авторов. Тем не менее, из-за отсутствия достойных конкурсантов конкурс был признан несостоявшимся, Правительство объявило о новом конкурсе с продлёнными сроками проведения этапов. Сообщалось, что на этот раз было подано 11 заявок. Результаты должны были быть объявлены 25 января 2008 г., но этого не произошло.

## Правила исполнения
Согласно Положению о Государственном гимне Республики Марий Эл, гимн может исполняться в любом вокальном или инструментальном варианте, в точном соответствии с утверждённым текстом и музыкальной редакцией.
Гимн Республики Марий Эл исполняется на официальных церемониях, при поднятии флага Республики Марий Эл, при открытии и закрытии сессии Государственного Собрания Республики Марий Эл, при встречах и проводах посещающих Республику Марий Эл с официальным визитом глав государств и глав правительств зарубежных стран.
Гимн также может исполняться на торжественных мероприятиях, проводимых органами государственной власти и местного самоуправления Республики Марий Эл, а также других организаций, при открытии и закрытии сессий представительных органов власти муниципальных образований республики, при открытии памятников и вручении наград, учреждённых органами власти Республики Марий Эл.
При публичном исполнении Государственного гимна Республики Марий Эл присутствующие выслушивают Гимн стоя, мужчины снимают головной убор или прикладывают к нему руку.
В телевизионных передачах Государственной телерадиовещательной кампании «Марий Эл» гимн исполняется в дни всенародных праздников; в радиопередачах — ежедневно в начале республиканской программы.
Гимн может исполняться в оркестровом, хоровом, оркестрово-хоровом либо ином вокальном и инструментальном исполнении.
| Марий Эл, ты — как мать Для каждого в судьбе. Где бы ни был — вспоминать Твой сын будет о тебе. Припев: Славься, наш край родной, Цвети в счастье и в труде. Гордимся всегда тобой И поём, Марий Эл, о тебе! Свою честь сохранит Народ наш на века, И дружба как гранит Всегда с братьями крепка. Припев | Марий Эл, тый улат Авай гай кажнылан. Шке сурт гай тый кӱлат Чыла мӱндыр марийлан. Припев: Ме таче, чон пуэн, Марий мландым моктена. Вийнам иктыш чумырен, Пиалан илышым чоҥена. Сакла чот кугешнен Шке сынжым калыкна. Йомартле улмыж ден Эре тудо чаплана. Припев | Марий Эл, ӓвӓ гань Ылат каждыйланок. Келӓт шачмы пӧрт гань Цилӓ мӹндӹр йыхланок. Припев: Кымылын ӹвӹртӓл, Мары млӓндӹм мактенӓ. Силам иктӹш цымырал, Соты цӓшнӓм ӹшкеок чангенӓ. Лӱктӓ кӱш лӹмжӹмӓт Мары халык соок. Веселӓжӹ, сӹржӓт Лӹмлештӓлтеш йӹрвӓшок. Припев |

## Слушать
- Государственный гимн Республики Марий Эл (фонограмма)
- Государственный гимн Республики Марий Эл (музыка)